# I wojna domowa w Sudanie
Pierwsza wojna domowa w Sudanie (znana także jaka rewolta Anyanya od nazwy grupy rebeliantów) – konflikt mający miejsce w latach 1955 do 1972 z powodu żądań południa uzyskania regionalnej autonomii oraz reprezentacji politycznej w rządzie sudańskim. Na przestrzeni 17 lat konfliktu można wyróżnić trzy okresy: początkowe starcia partyzanckie, Anyanya oraz Ruch Wyzwolenia Południowego Sudanu.
Porozumienie z Addis Ababy zakończyło pierwszą wojnę domową w Sudanie, ale nie zdołało rozwiązać problemów i napięć pomiędzy stronami, co doprowadziło po 11 latach przerwy do kolejnego, jeszcze bardziej krwawego konfliktu między północą a południem znanym jako II wojna domowa w Sudanie trwająca od 1983 do 2005 roku.

## Źródła konfliktu
Do 1946 roku Wielka Brytania wraz z Egiptem (w ramach kondominium o nazwie Sudan Anglo-Egipski) zarządzały północnym i południowym Sudanem jako oddzielnymi regionami. W tym samym roku Wielka Brytania zdecydowała o połączeniu obu tych regionów w jedną jednostkę administracyjną. Działanie to nie było konsultowane z obywatelami południa, którzy obawiali się zdominowania przez większą i silniejszą politycznie północ. Ponadto mieszkańcy Sudanu Południowego to większości chrześcijanie oraz animiści, podczas gdy północ jest regionem zdominowanym przez islam.
W lutym 1953 roku Wielka Brytania i Egipt zdecydowały o przyznaniu niepodległości dla Sudanu jako jednego państwa. Napięcia wewnętrzne wzrosły, a szczególnym momentem była data 1 stycznia 1956, kiedy to Sudan miał oficjalnie stać się niepodległym państwem. Okazało się wtedy, że liderzy polityczni z północy chcą zrezygnować z zobowiązania do stworzenia rządu federalnego, który dałby południowym rejonom znaczną autonomię. Wydarzenia te stały się zarzewiem do konfliktu na wielką skalę.

## Konsekwencje konfliktu
W całym okresie konfliktu zginęło około 500 tys. ludzi, z czego aż około 80% to cywile nie biorący udziału w konflikcie. Setki tysięcy ludzi zostało zmuszonych do ucieczki ze swych domów. Porozumienie z Addis Abeby okazało się tylko chwilowym rozwiązaniem. Wielokrotne pogwałcenia porozumienia o zawieszeniu broni przez północ, a także odkrycie bogatych złóż ropy naftowej doprowadziły do niepokojów i wybuchu kolejnej wojny domowej.